# 関係主義
関係主義（かんけいしゅぎ）、ないしは関係論（-ろん） （英: relationalism）とは、存在を関係性の中の結節点（ノード）として捉える発想・主張のこと。存在が独立的・自立的に存在していると捉える実体論（substantialism）、素朴実在論（素朴実体論）と対照を成す。
なお、似た用語としては、知識社会学の祖であるカール・マンハイム等に始まる、思想・認識の社会的被拘束性・相関性を前提とした、個々の社会的・歴史的文脈に着目する相関主義（relationism）があるが、関係主義（relationalism）は関係性そのものを強調するという点で、ニュアンスや観点がいくらか異なる。

## 仏教
仏教は、存在・認識の「縁起」をその中核に据えた、徹底した関係主義的思想・宗教として知られる。初期仏教においては、諸行無常を悟り、存在への無知（無明）・執着を克服することで、苦を滅する十二支縁起が説かれたが、部派仏教の時代になり、その解釈、原理や元素の分析が多様化し、様々な論書（アビダルマ）が著された。それに対してナーガールジュナ（龍樹）は、あらゆる存在・認識の空（無自性）・相依性（相互依存性）の縁起を説き（中観）、関係主義を極致に至らしめ、大乗仏教に大きな影響を与えた。

## 哲学
存在・認識を、経験と理性との関係性の中で捉えていくというイマヌエル・カントの発想（コペルニクス的転回）は、近代西洋哲学における関係主義の萌芽だと言えるが、その発想は、ヘーゲル等のドイツ観念論及びカール・マルクス等の弁証法により発展され、更に、マルティン・ハイデッガーの現象学的手法により徹底された。
また、ソシュールのシニフィアンとシニフィエ（記号と意味内容）の対応関係に関する考察は、言語学に関係主義的発想をもたらした。後期ウィトゲンシュタインの「言葉の意味内容は、それを用いる人間達の間の関係性・了解によって決定される」という「言語ゲーム」論もまた、言語学分野に関係主義的発想をもたらした。
こうした成果を背景として、構造主義、ポスト構造主義（ポストモダニズム）という、哲学分野における一大潮流が起こり、社会論にも影響を与えた。

## 社会学
社会学の一大潮流である機能主義・構造主義・一般システム理論も、関係主義の一種である。
サン＝シモン、オーギュスト・コント、ハーバート・スペンサー等によって確立されたこの潮流は、エミール・デュルケームを経て、タルコット・パーソンズ、ロバート・キング・マートン等の機能主義（構造機能主義）社会学や、社会システム理論へと結実する。パーソンズの社会システム理論は、ニクラス・ルーマンによってオートポイエーシス概念の導入が図られ、独自の形で継承・発展された。

## 人類学
ブロニスワフ・マリノフスキー、ラドクリフ＝ブラウンの機能主義（構造機能主義）人類学、クロード・レヴィ＝ストロースの構造主義人類学は、上記の哲学的・社会学的議論に、一定の影響を与えた。

## 自然科学
19世紀頃に本格的に確立した生物学は、関係性の中で成立する有機体の概念を広め、上記の哲学や社会論・社会学の議論に、大きな影響を与えてきた。
1916年に発表されたアインシュタインの相対性理論や、1927年に発表されたハイゼンベルクの不確定性原理は、物理現象の相対性や観察行為・観察主体との関係性に対する視座をもたらし、古典物理学の枠組みに変革をもたらした。